# McMillan TAC-50
McMillan TAC-50 — американская крупнокалиберная снайперская винтовка разработки McMillan Bros.
Для стрельбы из TAC-50 применяются винтовочные патроны калибра 12,7×99 мм. Технически представляет собой 5-зарядную винтовку с продольно-скользящим поворотным затвором. Подача патронов при стрельбе производится из отъемных коробчатых магазинов емкостью 5 патронов.
McMillan TAC-50 была принята на вооружение армии Канады в 2000 году. TAC-50 комплектуется различными оптическими прицелами. Штатным для канадской армии является 16-ти кратный прицел. Для замены в настоящее время рекомендованы к использованию: Schmidt&Bender 5-25x56 PMII или Nightforce NXS 8-32x56 Mil-dot.

## Сверхдальние выстрелы
В 2002 году двумя канадскими снайперами, вооружёнными TAC-50, были совершены рекордные по дальности выстрелы с эффективным попаданием по живой цели, — Арроном Перри на дистанции 2310 метров и Робом Фарлонгом на дистанции 2430 м, что превышает прежний рекорд снайпера корпуса морской пехоты США Карлоса Хэскока, составлявший 2286 м. Попадание в цель с размерами человека на такой дальности, однако, в достаточной мере можно расценивать как удачу, ввиду многих факторов внутренней и внешней баллистики оказывающих значительное влияние на траекторию пули. Например, требование по кучности для специального снайперского патрона составляет RMS менее 1 MOA на дальности 100 ярдов (91,44 м), что при переводе в поперечник рассеивания попаданий из 5 выстрелов составляет около 0,3 м на дальности 1000 ярдов (914,4 м) или не менее 0,7 м на дальности 2430 м. Но на такой дальности ошибка в определении дистанции до цели всего на 10 м приводит к снижению пули почти на 1 метр от точки прицеливания. А ошибка в определении скорости ветра на 0,5 м/с при тех же условиях вызывает отклонение пули примерно на 1 метр. Кроме того, штатные прицелы (Leupold Mark 4-16x40mm LR/T) данной винтовки не рассчитаны на компенсацию снижения пули для дальности более 2000 м.

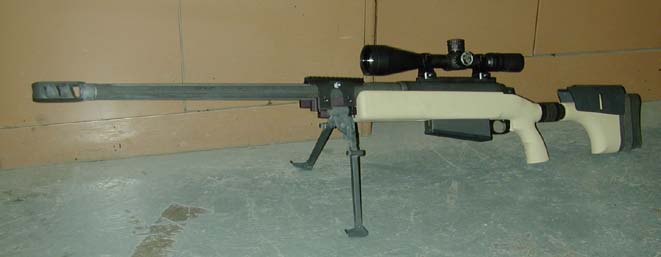
MK 15 MOD 0 SASR ССО ВМС США

По сообщению The Globe and Mail от 21 июня 2017 года, из этой винтовки произведён 2 по дальности смертельный выстрел в боевых условиях. Военнослужащий элитного подразделения канадского спецназа убил в Ираке боевика группировки «Исламское государство» с расстояния 3540 метров. Как пишет The Globe and Mail, точность выстрела и расстояние при стрельбе были проверены при помощи видеокамер и других средств, при этом время полёта пули составило до 10 секунд. Однако сам военный в более поздних интервью признавал, что этот миф придумало его командование, а цель ликвидировал другой снайпер с более близкого расстояния.